# Pedro de Apiés
Pedro de Apiés, también como Pedro Aniés, (¿Aniés? o ¿Apiés?, siglo XVI - ¿Zaragoza?, 30 de enero de 1557) fue un músico español, primer maestro de capilla conocido de la Catedral de Zaragoza.

## Vida
Es posible que el apellido Apiés o Aniés indique su origen, ya que ambos son lugares en la provincia de Huesca, costumbre habitual en la época. Calahorra ha especulado con ese hecho, ya que las instituciones eclesiásticas emplean el apellido «Apiés», mientras que Pedro de Apiés mismo usa en sus documentos privados «Aniés».
La primera noticia documental de Apiés es de 1538, año en el que aparece en una partida de los libros sacramentales de La Seo. Interesante son las noticias que dejan las actas del capítulo catedralicio el 11 de noviembre de 1546:

Maestro de Capilla.
A 11 de noviembre de 1546 se concertó en capítulo que atento que mosén Pedro de Apiés, que muchos años había [que] hacía el oficio de maestro de capilla y quería ya salir de aquel cuidado, que se le diese sucesor, de manera que él en el interés no perdiese nada y fuese libre de aquel cuidado; y se diese el cargo de maestro de capilla a mosén Jaime Talamantes, persona muy bastante para ella; y así él tomó a cargo de regir la música y enseñar a los infantes; asignósele de salario en el libro del común, diez ducados. Encomendáronsele los libros de canto de órgano por inventario.
Actas capitulares, 11 de noviembre de 1546

Es decir, en 1546 Apiés ya llevaba muchos años en el cargo de maestro de capilla de La Seo. Parece ser que en ese momento se separaron los cargos que estaban unificados bajo Apiés: se nombró maestro de capilla a Jaime Talamantes, «persona muy bastante para ello», que se dedicaría a enseñar a los infantes del coro. Un año después, en 1547 se nombraron nuevos maestros de canto, mosén Diego Ladrón, que falleció poco después; su sustituto, mosén Juan García, cantor contrabajo; y mosén Martín de Aranguren, contrabajo de voz, que sustituiría a mosén Juan García.: 16  Apiés mantendría el cargo de capiscol mayor, cargo de mayor dignidad que el de maestro de capilla en ese momento, hasta su fallecimiento en 1557.

Item, a 30 murió mosén Pedro de Apiés, Racionero de La Seo; recibió todos los sacramentos como buen cristiano; hizo testamento en poder de Martín Sánchez, notario, y ordenó por su ánima; enterróse en la capilla de Señor San Valero. Ejecutores mosén Juan Monforino, beneficiario de dicha Seo y mosén Martín de Aniés y Martín Layes, labrador, alias Martín de Tarrón.
Actas capitulares, 30 de enero de 1557

El cargo de capiscol mayor era distinto del de chantre, que en 1557 estaba ocupado por Tomás Fort. Tras la muerte de Apiés, Fort trató de colocar como capiscol mayor a su familiar, Juan Fort, pero el capítulo rechazó la propuesta y nombró a mosén Martín de Aranguren, que en 1547 ya había sido nombrado maestro de canto. Con este nombramiento desaparece el cargo de maestro de canto en La Seo, cuyas responsabilidades se distribuyen entre el maestro de capilla y el capiscol mayor.